# 石泉僧叡
石泉僧叡（せきせんそうえい、1762年（宝暦12年） - 1826年4月10日（文政9年3月4日））は、江戸時代の浄土真宗本願寺派の僧。石泉学派の祖。号は石泉、鷹城。

## 概要
安芸国山県郡戸河内村の真教寺円諦の子とし生まれる。三業惑乱時の論客・大瀛は従兄弟に当たる。
広島城下の報専坊で芸轍の祖・慧雲に師事。上洛し、大瀛とともに西本願寺学林に学び、天台宗も修める。
高田郡専教寺の住職となるが、学問と講演に没頭して寺務が疎かになり、寺を出る。江田島、能美島の諸寺に逗留し説教に回る。
川尻光明寺住職を経て、長浜（現・広島県呉市長浜）に私塾・石泉社を開いて弟子を指導し、石泉学派を開いた。弟子に、浄眼・僧鎧・円識・慧海・泰巌らがいる。
行信論に新境地を開いた。1825年（文政8年）、学階制ができると司教となる。

## 著書
- 『教行信証文類随聞記』
- 『柴門玄話』（さいもんげんわ）など